# Terje Aasland

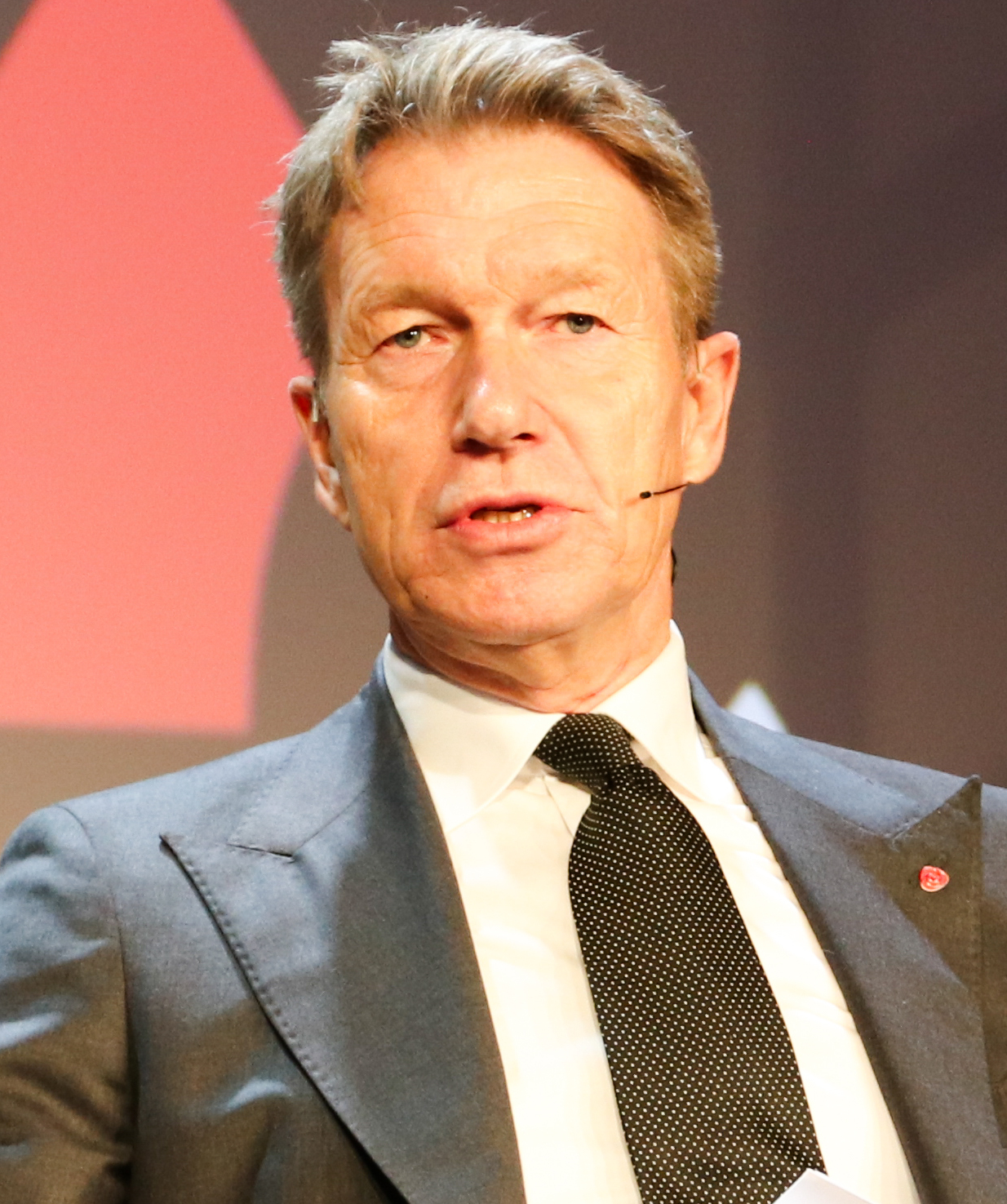
Terje Aasland, 2024

Terje Lien Aasland (* 15. Februar 1965 in Skien) ist ein norwegischer Politiker der sozialdemokratischen Arbeiderpartiet (Ap). Seit 2005 ist er Abgeordneter im Storting, seit März 2022 ist er der Erdöl- und Energieminister seines Landes.

## Leben
Aasland wuchs in Skien auf. Von 1984 bis 1986 machte er eine Ausbildung zum Energiemonteur und arbeitete danach in diesem Beruf. In der Zeit zwischen 1991 und 2003 war er Mitglied im Stadtrat von Skien. Dabei hatte er in den Jahren 1998 bis 2000 zudem den Posten des stellvertretenden Vorsitzenden der Arbeiderpartiet im Fylke Telemark inne. Von 2006 bis 2020 war er schließlich erster Vorsitzender der Partei in Telemark. Ab 2001 war er auch als stellvertretender Vorsitzender des Gewerkschaftsdachverbands Landsorganisasjonen i Norge (LO) in Grenland tätig.
Aasland zog bei der Parlamentswahl 2005 erstmals in das norwegische Nationalparlament Storting ein. Dort vertritt er seitdem den Wahlkreis Telemark und wurde zunächst Mitglied im Energie- und Umweltausschuss. Nach der Wahl 2009 wechselte er in den Wirtschaftsausschuss, dessen Vorsitzender er wurde. Zudem war er von Oktober 2009 bis September 2013 Teil des Fraktionsvorstands seiner Partei. Im Anschluss an die Stortingswahl 2013 ging er zurück in den Energie- und Umweltausschuss und wurde dessen stellvertretender Vorsitzender. Nach der Parlamentswahl 2017 übernahm er die Position des zweiten stellvertretenden Vorsitzenden des Wirtschaftsausschusses und er wurde erneut Mitglied im Fraktionsvorstand der Arbeiderpartiet-Gruppierung. Im Anschluss an die Wahl 2021 übernahm Aasland die Position als Vorsitzender des Energie- und Umweltausschusses. Er wurde zudem stellvertretender Fraktionsvorsitzender für die Arbeiderpartiet.
Am 7. März 2022 wurde Aasland im Rahmen einer kleinen Regierungsumbildung als Nachfolger von Marte Mjøs Persen zum neuen Erdöl- und Energieminister in der Regierung Støre ernannt.